# Ruokojärvi (sjö i Nyslott, Södra Savolax)
Ruokojärvi är en sjö i kommunen Nyslott i landskapet Södra Savolax i Finland. Sjön ligger 80,7 meter över havet. Arean är 1,14 kvadratkilometer och strandlinjen är 8,14 kilometer lång. Sjön  ingår i Vuoksens huvudavrinningsområde.   Den ligger omkring 100 kilometer öster om S:t Michel och omkring 300 kilometer nordöst om Helsingfors. 
I sjön finns öarna Pienisaari och Suurisaari. 